# Kim Chiu
Kim Chiu, nome completo Kimberly Sue Yap Chiu (Tacloban City, 19 aprile 1990), è un'attrice e cantante filippina.
Nata a Tacloban City, Leyte, a tre anni si è trasferita con la famiglia a Cebu. È stata la prima vincitrice del Pinoy Big Brother: Teen Edition (Grande Fratello per teenager), superando altri 14 giovani partecipanti.
Dopo che ha vinto il PBB ha firmato un contratto con la rete televisiva filippina ABS-CBN.

## Filmografia

### Cinema
- First Day High, regia di Mario Cornejo (2006)
- I've Fallen for You, regia di Lino S. Cayetano (2007)
- Shake Rattle & Roll X, regia di Topel Lee e Michael Tuviera (2008) - (episodio "Class Picture")
- I Love You Goodbye, regia di Laurice Guillen (2009)
- Paano na kaya, regia di Ruel S. Bayani (2010)
- Till My Heartaches End, regia di Jose Javier Reyes (2010)
- The Healing, regia di Chito S. Roño (2012)
- 24/7 in Love, regia collettiva (2012)
- Bakit hindi ka crush ng crush mo?, regia di Joyce Bernal (2013)
- Bride for Rent, regia di Mae Czarina Cruz (2014)
- Past Tense, regia di Mae Czarina Cruz (2014)
- Etiquette for Mistresses, regia di Chito S. Roño (2015)
- Must Date the Playboy, regia di Mae Czarina Cruz (2015)
- All You Need Is Pag-ibig, regia di Antoinette Jadaone (2015)
- The Ghost Bride, regia di Chito S. Roño (2017)
- DOTGA: Da One That Ghost Away, regia di Tony Y. Reyes (2018)
- One Great Love, regia di Eric Quizon (2018)
- U-Turn, regia di Roderick Cabrido (2020)
- Huwag kang lalabas, regia di Adolfo Alix Jr. (2021) - (episodio "Hotel")
- Always, regia di Dado C. Lumibao (2022)

### Televisione
- Let's Go – serie TV (2006)
- Aalog-alog – serie TV (2006)
- Star Magic Presents – serie TV, episodio 1x15 (2006)
- Your Song – serie TV, 4 episodi (2006-2007)
- Love Spell – serie TV, 4 episodi (2006-2007)
- Sana Maulit Muli – serie TV, 72 episodi (2007)
- My Girl – serie TV (2008)
- SineSerye – serie TV, episodio 3x02 (2008)
- My Only Hope – serie TV, 16 episodi (2008-2009)
- Tayong dalawa: The Untold Beginning, regia di Ruel S. Bayani e Trina N. Dayrit – film TV (2009)
- Tayong dalawa – serie TV, 177 episodi (2009)
- Kung tayo'y magkakalayo – serie TV, 121 episodi (2010)
- Maling akala – serie TV, 6 episodi (2010)
- Kim – serie TV, 14 episodi (2010-2011)
- Minsan lang kita iibigin – serie TV, 7 episodi (2011)
- My Binondo Girl – serie TV, 110 episodi (2011-2012)
- Toda Max – serie TV, episodi 1x07-1x77 (2011-2013)
- Wansapanataym – serie TV, 6 episodi (2010-2013)
- Ina, kapatid, anak – serie TV, 178 episodi (2012-2013)
- Ikaw lamang – serie TV, 161 episodi (2014)
- The Story of Us – serie TV, 15 episodi (2016)
- Ikaw lang ang iibigin – serie TV, 195 episodi (2017)
- Ipaglaban mo – serie TV, 2 episodi (2018)
- Lo ricorderai (Maalaala mo kaya) – serie TV, 11 episodi (2006-2020)
- Bawal lumabas: The Series – miniserie TV (2020)
- Love Thy Woman – serie TV, 94 episodi (2020)
- Fit Check: Confessions of an Ukay Queen – miniserie TV (2023)
- Linlang – serie TV, 14 episodi (2023)